# Miléna Nova Tremblay
Miléna Nova Tremblay est une mini-série québécoise en six épisodes de 52 minutes diffusée du 8 janvier au 12 février 1988 à Radio-Québec.

## Synopsis
Milena Nova, venue du fin fond de la Tchécoslovaquie vers Paris, était tombée amoureuse d'un professeur du Québec. Après de nombreuses complications tragi-comiques, ils se retrouvent au Canada.

## Fiche technique
- Auteur : Éva Legrand
- Réalisation : Claude Désorcy
- Assistant-réalisateur: Gilles Laplante et Thérèse Asselin
- Décorateur: Irène Ellenberger
- Société de production : Radio-Québec

## Distribution
- Marie Tifo : Milena Nova
- Pierre Curzi : François Tremblay
- Pierre Brisset des Nos : Luc
- Sylvie Tremblay : Isabelle
- Sylvie Léonard : Ryofa
- Ian Ireland : Mike
- Jade Nadja Nguyen (Nadja My Phuong Nguyen) : Sue Huong
- Catherine Delvecchio : Sophie
- Kliment Denchev : Tibor
- Alain Gendreau : Claude
- Marc Hébert : Alfredo
- Richard Lalancette : Bob
- Luc Meloche : Nicolas
- Elisabeth Streitcher : Olivia
- Rosie Yale : Zoé
- Caroline Charland : Milena Nova, enfant
- Michel Goyette : Nicolas, enfant
- François Bryon : Serveur
- Monique Chabot : Médecin
- Jacques Clermont : Narrateur
- Arthur Cober : Déménageur
- Michel Daigle : Fonctionnaire
- Christian Darnel : Annonceur de radio
- Pierre Drolet : Officier de la GRC
- Lysiane Gendron : Serveuse tchèque
- Benoît Geoffroy : Médecin
- Francine Guénette : Radiologiste et hôtesse de l'air
- Maude Guérin : Vendeuse de fleurs
- Jennifer-Annick Hubert : Zoé, enfant
- Pétra Kocur : Consultant tchèque
- Christine Landry : Mère de Miléna
- Michel Langevin : Serveur français
- Jan-Marc Lavergne : Serveur québécois
- Pierre Legris : Douanier
- Manon Lussier : Infirmière
- Roger Léger : Douanier
- Robert Maurac : Représentant
- Robert J.A. Paquette : Haïtien
- James Rae : Déménageur
- Christian St-Denis : Grec
- Denise Tessier : Ex-femme de François
- Jacques Tourangeau : Président de l'assemblée

et aussi :
- Phil Comeau
- Gilles Doucet
- Claude Grisé
- Germain Houde
- Sam Le Marquand
- Caroline Nguyen
- Joanna Noyes
- Aubert Pallascio
- Bob Pot
- Claude Préfontaine
- Sandi Stahlbrand